# Saint Kitts och Nevis i olympiska sommarspelen 2004
Saint Kitts och Nevis deltog i de olympiska sommarspelen 2004 med en trupp bestående av två deltagare, en man och en kvinna, men ingen av landets deltagare erövrade någon medalj.

## Friidrott
Huvudartikel: Friidrott vid olympiska sommarspelen 2004
Herrarnas 100 m:
- Kim Collins
  - Omgång 1: 10.11 s (1:a i heat 10, kvalificerad, 6:a totalt)
  - Omgång 2: 10.05 s (2:a i heat 4, kvalificerad, 7:a totalt) (Säsongsbästa)
  - Semifinal: 10.02 s (4:a i semifinal 2, kvalificerad, 4:a totalt) (Säsongsbästa)
  - Final: 10.00 s (6:a totalt) (Säsongsbästa)

Damernas 400 m:
- Tiandra Ponteen
  - Omgång 1: 51.17 s (4:a i heat 6, kvalificerad, 10:e totalt)
  - Semifinal: 51.33 s (5:a i semifinal 1, gick inte vidare, 13:e totalt)